# Cairns Airport

i7
i11
i13
Cairns Airport (IATA-Code: CNS, ICAO-Code: YBCS) ist ein internationaler australischer Flughafen 7 km nördlich des Zentrums der Stadt Cairns, Queensland. Mit über 5,2 Millionen Passagieren (2017) liegt er an siebter Stelle in Australien.
Der Flughafen wird von zahlreichen australischen Städten angeflogen. Auch international spielt er eine Rolle mit Flügen nach Südost- und Ostasien sowie in den Pazifikraum.
Der Flughafen wurde früher von der Cairns Port Authority betrieben, jedoch im Dezember 2008 von der Regierung von Queensland einem privaten Konsortium verkauft, der North Queensland Airports Group.

## Zwischenfälle
- Am 7. September 1944 verschwand eine Douglas DC-3/C-47A-20-DK der niederländischen Netherlands East Indies Army Air Force (NEIAF) (Luftfahrzeugkennzeichen DT-941) auf dem Flug von Merauke (Indonesien) nach Cairns (Australien). Im Januar 1989, also 55 Jahre später, wurde das Wrack 12,3 Kilometer nordwestlich von Mossman (Queensland) (Australien) in einer Höhe von 1300 Metern gefunden, 73 Kilometer nordwestlich des Zielflughafens Cairns. Alle 20 Insassen, vier Besatzungsmitglieder und 16 Passagiere, waren ums Leben gekommen.[3]

- Am 23. Oktober 1975 startete eine De Havilland DH.114 Riley Heron der Connair (VH-CLS) im Landeanflug auf den Flughafen Cairns in der Nähe eines Gewitters durch und stürzte dabei ab. Alle 11 Menschen an Bord starben.[4]